# Ебрахим Раиси
Ебрахим Раиси (перс. سید ابراهیم رئیس‌الساداتی; Машхад, 14. децембар 1960 – Варзакан, 19. мај 2024) био је ирански конзервативни политичар, исламски факих и председник Ирана од 2021. до 2024. године. Изабран је за председника Ирана на председничким изборима 2021. године.
Раиси је обављао неколико функција у иранском правосудном систему, као што су заменик врховног судије (2004–2014), државни правобранилац (2014–2016) и врховни судија (2019–2021). Четвртог новембра 2019, на 40. годишњицу почетка Иранске талачке кризе, САД су њему и блиским сарадницима врховног вође Алија Хамнеија увеле санкције.
Са председником Србије Александром Вучићем се срео 22. септембра 2022. у Њујорку уочи заседања Генералне скупштине Уједињених нација.
Државна телевизија Ирана је 19. маја 2024. објавила да је хеликоптер, у коме је био Раиси, „принудно слетео” на северозападу земље, близу границе са Азербејџаном. Од званичника је са њим био и министар спољних послова Хосеин Амир Абдолахијан, а враћали су се са свечаног отварања бране на реци Аракс на граници двеју држава. Брану је отворио Раиси са председником Азербејџана Илхамом Алијевим. Због јако густе магле спасилачке екипе нису могле да пронађу председников хеликоптер, док је министар унутрашњих послова саопштио да је услед истих услова хеликоптер морао да слети. Сутрадан је пронађена олупина његовог хеликоптера, а ирански Црвени полумесец је објавио да нико од чланове посаде и путника није преживео. Поред Раисија, у хеликоптеру су се налазили министар спољашњих послова, гувернер области Источни Азербејџан у Ирану и главни свештеник који започиње молитве петком у Табризу. По уставу Ирана, вршилац дужности председника постаје његов актуелни потпредседник Мохамад Мохбер који у наредних 50 дана мора да распише нове председничке изборе.
Противници актуелног владајућег режима у Ирану, укључујући ћерку Мине Мајади, једне од жена после чије смрти су започели протести у Ирану 2022, прославили су његову смрт уз песму босанскохерцеговачког певача Фазлије Хеликоптер. Фазлија је осудио тај чин, наводећи да прослава нечег лошег није у реду, и да он увек подржава љубав.